# Колокольня Малошуйского погоста
Колоко́льня Малошу́йского пого́ста — колокольня погоста Малошуйка в деревне Абрамовская Онежского района Архангельской области. Памятник градостроительства и архитектуры федерального значения России, статус присвоен постановлением Совета Министров РСФСР № 624 от 04 декабря 1974 года Расположена в юго-западной части погоста, на возвышенности, недалеко от берега реки Малошуйки.

## История
При церквях находится отдельная колокольня, деревянная, шатровая, построенная в 1807 году (по другим данным — XVII веке). В первой половине XIX века поэтапно перестраивалась. Все церковные здания обшиты тёсом, окрашены и обнесены деревянной оградой.